# Hemington (Northamptonshire)
Pour les articles homonymes, voir Hemington.
Hemington est une paroisse civile et un village du Northamptonshire, en Angleterre.